# Glossocratus platalea
Glossocratus platalea är en insektsart som beskrevs av Noualhier 1869. Glossocratus platalea ingår i släktet Glossocratus och familjen dvärgstritar. Inga underarter finns listade i Catalogue of Life.